# Elvestad
Elvestad är en ort i Indre Østfolds kommun i Østfold fylke i sydöstra Norge. Orten ligger där fylkesväg 120 möter fylkesväg 128, vid sidan av Europaväg 18, väster om tätorten Spydeberg.
Tidigare har orten utgjort centralort i dåvarande Hobøls kommun.